# 天主教海地角總教區
天主教海地角總教區（拉丁語：Archidioecesis Capitis Haitiani）是海地一個羅馬天主教總教區，是該國兩個總教區之一。下轄四個教區。
教區1861年10月3日成立，1988年4月7日升為總教區。2006年有教友778,110人，佔轄區總人口53.2%。教區下轄四十三個堂區，有七十二名司鐸。現任教區總主教為路易·克雷布雷奧。